# Neotrichiorhyssemus klapaleki
Neotrichiorhyssemus klapaleki är en skalbaggsart som beskrevs av Vladimir Balthasar 1963. Neotrichiorhyssemus klapaleki ingår i släktet Neotrichiorhyssemus och familjen Aphodiidae. Inga underarter finns listade i Catalogue of Life.